# Piranshahr
Piranshahr (perzsa írással پیرانشهر, kurdul پیرانشار /  Pîranşar) kurd város Irán északnyugati részén, Nyugat-Azerbajdzsán tartományban. Az azonos nevű megye székhelye. 

## Fekvése
Az iraki határ közelében van, a Szijah Kuh- és a Szipan-hegységektől délkeletre, illetve északra. Itt ered a Zaab folyó.

## Története
Piranshahr története a paleolitikumig nyúlik vissza. A legutóbbi régészeti felfedezések során területén a paleolitikum, mezolitikum, neolitikum, bronz és vaskorból származó leletekre bukkantak. 
A város korábban Khaneh néven volt ismert, mai neve a közelben letelepedő piran elnevezésű törzsnek köszönhető, melyek a határokon belül telepedtek le, ezért később Piran Shahr (Pirans város) névre változtatták át. Fővárosa Piran Shahr. 

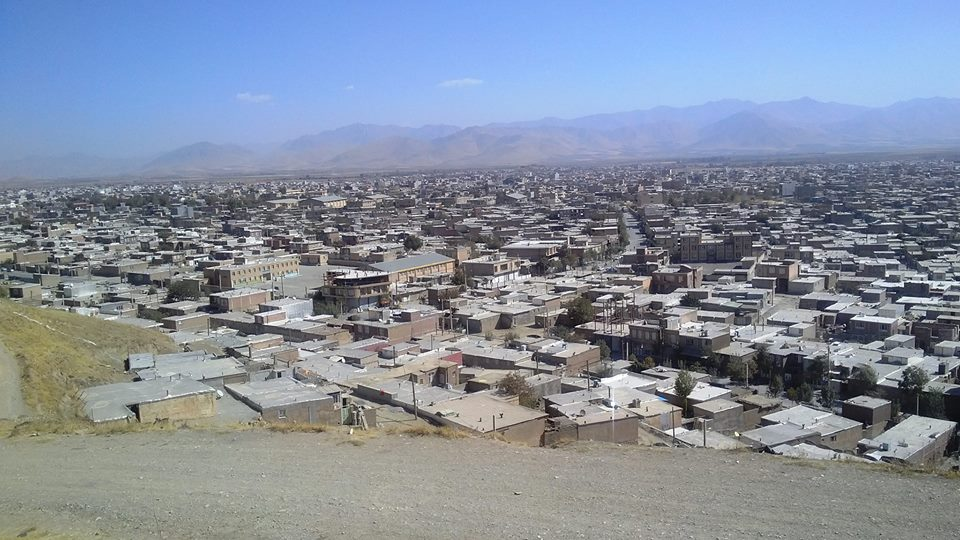
Piranshahr

Shahr Irán és Irak határa mentén található. Tőle északnyugatra és délre fekszenek Siyah Kooh és Shiphan magas hegyei, melyekből a Zaab folyó ered.

## Parsua civilizáció
Piranshahr nagyon ősi település. Helyén egykor több ősi civilizáció is létezett; Mehr, Parsua és a mannaiak királysága. 
Minorszkij szerint az ősi Parsua neve megegyezik Pasveh város nevével, amely a Piranshahr-i Lajan kerületben (Bakhsh) található.  Szerinte a perzsa Parsua és Pasva névről többen úgy gondolják, hogy a mai perzsák (Irán perzsa nyelvet beszélői) ebben a körzetben laktak, mielőtt később Irán déli és középső részeire vándoroltak volna. 
Piranshahr közelében található Pasveh, mely egy falu Piranshahr közelében, és amelynek neve az iráni Vlagyimir Minorszkij szerint Kr. e. 9. század óta létezik, és amelyet a "parsua törzsek" építettek. 
III. Asmant (Kr. e. 858–824) uralkodói feljegyzésekben is megemlítették.